# Vernon (rapero)
Hansol Vernon Choi (en hangul: 한솔 버논 최; Nueva York, 18 de febrero de 1998), más conocido como Vernon (en hangul: 버논), es un rapero, compositor, bailarín y cantante surcoreano-estadounidense. Forma parte del grupo  SEVENTEEN bajo Pledis Entertainment.

## Biografía
De padre coreano y madre estadounidense de origen alemán, Vernon se identifica más con la cultura coreana que con la estadounidense al haber pasado la mayor parte de su vida en Corea del Sur. En entrevistas y videos de pequeño, Vernon habla sobre el problema social que se da hacia los considerados "halfers", personas de etnicidades mixtas.
Nació el 18 de febrero de 1998 en Nueva York, EE.UU; a la edad de 5 años, justo antes de entrar a la escuela primaria, se mudó con su familia a Corea del Sur. En su casa hablaban tanto coreano como inglés por lo que domina ambos idiomas con fluidez desde muy pequeño. Fue reclutado por su compañía en la estación de metro en frente de su escuela, cuando estaba en su primer año de secundaria. Luego de haber pasado la audición, fue aprendiz durante aproximadamente 4 años. Vernon dice que mientras más practicaba, más crecía su sueño de ser un artista.
Cuando era más joven participó en un show de variedad, el cual se convirtió en un gran éxito para su popularidad. También apareció en el show de MBC acerca de extranjeros en Corea "Hello Stranger" justo antes de debutar. Su modelo a seguir en la música es el rapero J. Cole, Vernon dice que quiere convertirse en un artista como él y quiere ser un rapero que se supere a sí mismo para poco a poco llegar hasta la cima.

## Carrera

### Miembro de Seventeen
Vernon es miembro de la unidad de hip hop de Seventeen. Él escribe sus versos y líneas de rap,
su número de referencia en la Korean Music Copyright Assosiation es 10009930. Está acreditado como coautor en varias canciones de Seventeen.
| Canción             | Año  | Álbum           | Artista(s) | Letra      | Letra        |
| Canción             | Año  | Álbum           | Artista(s) | Acreditado |              |
| ------------------- | ---- | --------------- | ---------- | ---------- | ------------ |
| "Thinkin about you" | 2018 | Director's Cut  | Seventeen  | Sí         | BUMZU        |
| "Trauma"            | 2017 | Teen, Age       | Seventeen  | Sí         | BUMZU        |
| "Rocket"            | 2017 | Teen, Age       | Seventeen  | Sí         | Nathan River |
| "Fast Pace"         | 2016 | Going Seventeen | Seventeen  | Sí         | BUMZU        |
| "Check in"          | 2016 | Al1             | Seventeen  | Sí         | BUMZU        |
| "If I"              | 2017 | Al1             | Seventeen  | Sí         | BUMZU        |
| "Shining Diamond"   | 2015 | 17 Carat        | Seventeen  | Sí         | BUMZU        |
| "Ah Yeah"           | 2015 | 17 Carat        | Seventeen  | Sí         | BUMZU        |

### Solista
Vernon tiene canciones como solista y con otros artistas,  destacan "Lotto" ft Don Mill y "Sickness" ft Plediz girls. . En el SoundCloud oficial de Seventeen se pueden escuchar sus mixtapes, como "Lizzie Velazquez" y "b boy" 
En 2017, Vernon asistió a los premios MAMA Mnet Asian Music Awards en Hong Kong para una colaboración especial con el reconocido grupo de raperos Dinamic Duo.